# Schwürz
Schwürz (oberfränkisch: Schwirz) ist ein Gemeindeteil der Stadt Creußen im Landkreis Bayreuth (Oberfranken, Bayern). Schwürz liegt in der Gemarkung Gottsfeld.

## Lage
Das Dorf liegt im Norden der Fränkischen Alb und ist vollständig von Feldern und Wiesen umgeben; die nächsten Waldgebiete sind mindestens einen halben Kilometer entfernt. Im Südosten bzw. Südwesten sind das die Forstgebiete Dämmenlohe und Hasennest, während im Nordwesten der ausgedehnte Lindenhardter Forst liegt. Östlich von Schwürz gibt es die Flurgebiete Eschenlohe, Geiwiese und Hoheruhe, während die Flur Geiersberg südlich des Ortes liegt. Der Rote Main fließt südwestlich der Ortschaft vorbei. Die Staatsstraße 2184 führt nach Gottsfeld (1,4 km östlich) bzw. nach Lindenhardt (2,8 km südwestlich). Gemeindeverbindungsstraßen führen nach Wasserkraut und nach Arnoldsreuth (2,3 km südwestlich).

## Geschichte
Schwürz wurde mit den nachfolgenden Urkundentexten die ersten Male erwähnt:
- 1220: „Cunrad de Sruwbiz dapifer Siboto de Crusen“
- 1231: „Cunradus de Svurbez“ [Zeuge in einer Urkunde Herzog Ottos von Meranien für Kloster Speinshart]
- 1398–1421: „Cunradus Altmann ... in Swurcz ... Herman Goczfelder einen hof zu Swurcz ... Burkhardus de Seckendorf de Krewsen ... in Swurbtz“
- 1421 ff: „Fritz Gotßfelder ... zwen hof gelegen zu Swürcz bey Krewsen ... das burckstal zu Swuͤrcz ... Endres Swurtzer von Swurtz' ein hofstat, ein stadel ... zu Swurtz gelegen“
- 1422: „Cuncz Bütner von Sbürbs“
- 1422: „Jorg Nurnberger von Swůrtz ... vier hofrait zu Swürtz gelegen“
- 1432 ff: „das burgstal zu Swurbiz und die Burckstalwisen ... ein hoff zu Swürbtz nahend bey Krewsen gelegen“

Der Ortsname wird gewöhnlich in Verbindung zum slawischen Volksstamm der Sorben gebracht, die Bedeutung des „v“ bzw. „w“ nach dem Anfangsbuchstaben ist allerdings ungeklärt. Bei der ehemaligen Burg handelte es sich um ein Lehen, das die Bamberger Bischöfe ausgegeben hatten. Das Bauwerk war aber schon 1422 nicht mehr intakt und „lag in Trümmern“, erwähnt wurde der Burgstall danach noch bis in das Jahr 1533. Überreste und Standort sind nicht bekannt.
Die Fraisch und die Dorf- und Gemeindeherrschaft über Schwürz hatte das brandenburg-bayreuthische Kasten- und Stadtvogteiamt Creußen. Neben den bayreuthischen Lehensleuten gab es einige Untertanen, die dem bambergischen Amt Waischenfeld abgabepflichtig waren. Von 1791/92 bis 1810 unterstand Schwürz dem preußischen Justiz- und Kammeramt Pegnitz. Danach kam die gesamte Region an das Königreich Bayern.
Mit dem Gemeindeedikt (frühes 19. Jahrhundert) wurde Schwürz dem Steuerdistrikt Gottsfeld und der Ruralgemeinde Gottsfeld zugewiesen. Im Rahmen der Gebietsreform in Bayern wurde Schwürz am 1. Mai 1978 in die Stadt Creußen eingegliedert.

## Baudenkmäler
- Am nordwestlichen Ortsrand des Dorfes (Standort) steht ein denkmalgeschütztes Austragshaus von 1819. Das Erdgeschoss des zweigeschossigen Bauwerks wurde mit hochwertigen Sandsteinquadern gebaut, während das Obergeschoss in kostengünstigerer Fachwerkbauweise errichtet wurde.

## Religion
Ebenso wie die protestantisch geprägte Kernstadt gehört die Bevölkerung von Schwürz überwiegend der evangelisch-lutherischen Konfession des Christentums an. Die Protestanten werden von der evangelischen Pfarrei Creußen betreut, während die römisch-katholischen Bewohner der katholischen Pfarrei in Thurndorf angehören.